# 国連による世界地理区分

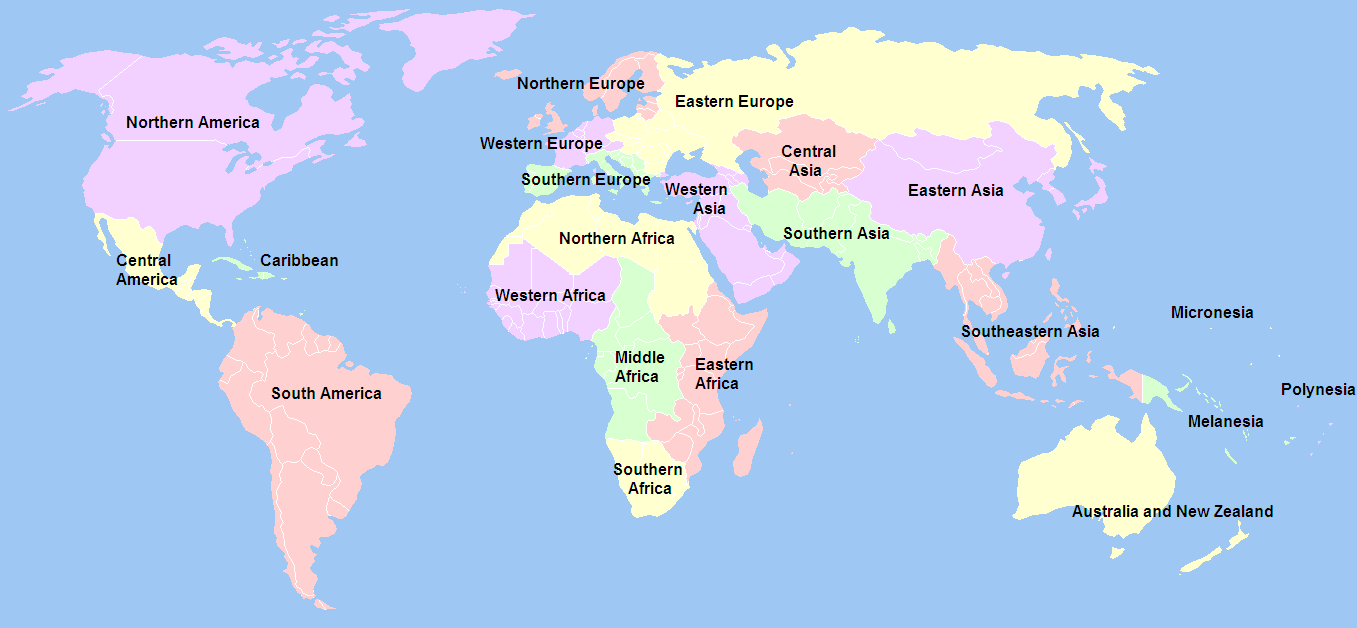
国際連合が統計で使用している六大州および小地域の分類。南極大陸は省略されている。

国連による世界地理区分（こくれんによるせかいちりくぶん）は、 国際連合の統計用標準国・地域コードUN M.49に基づき同統計部が作成した地図であり、世界を大州とさらに細かく分けた小地域に分類したものである。

## 大州と小地域の一覧
- アフリカ州 (阿州、Africa)

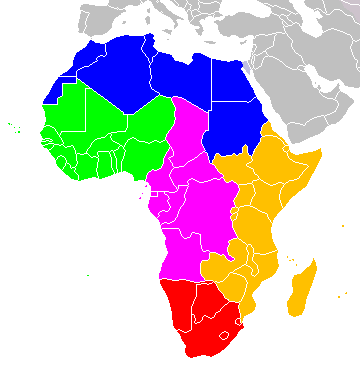
国際連合によるアフリカの地域の分類。
北アフリカ
西アフリカ
中部アフリカ
東アフリカ
南部アフリカ

  - 東アフリカ (Eastern Africa)
  - 中部アフリカ (Middle Africa)
  - 北アフリカ (Northern Africa)
  - 南部アフリカ (Southern Africa)
  - 西アフリカ (Western Africa)

- アメリカ州 (米州、Americas)

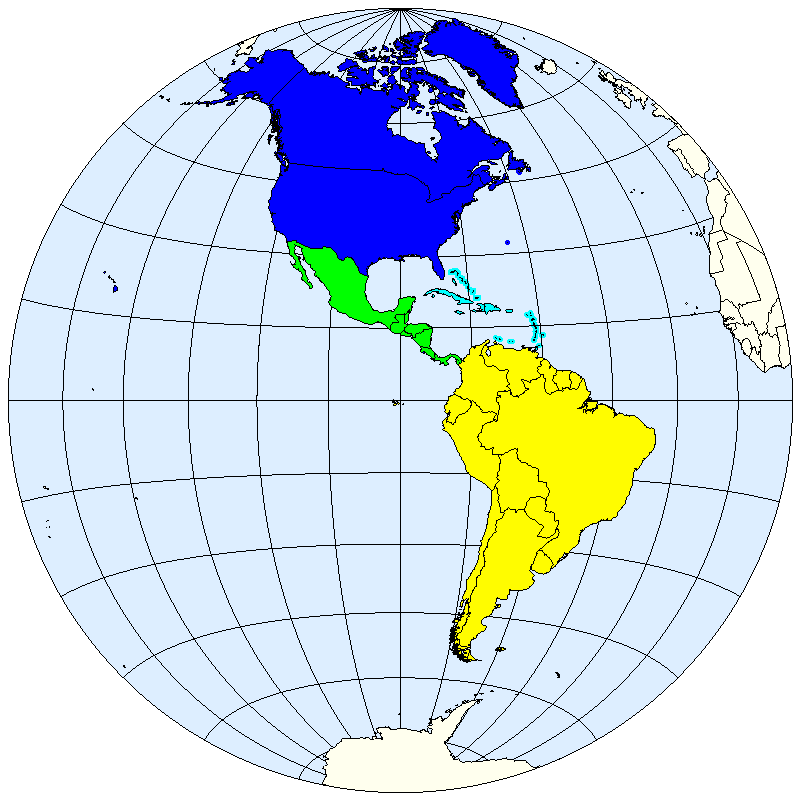
国際連合によるアメリカ州の地域の分類

  - 北アメリカ (North America)
    - カリブ海地域 (Caribbean)
    - 中央アメリカ (Central America)
    - 北部アメリカ (Northern America)

  - 南アメリカ (South America)

- アジア州 (亜州、Asia)

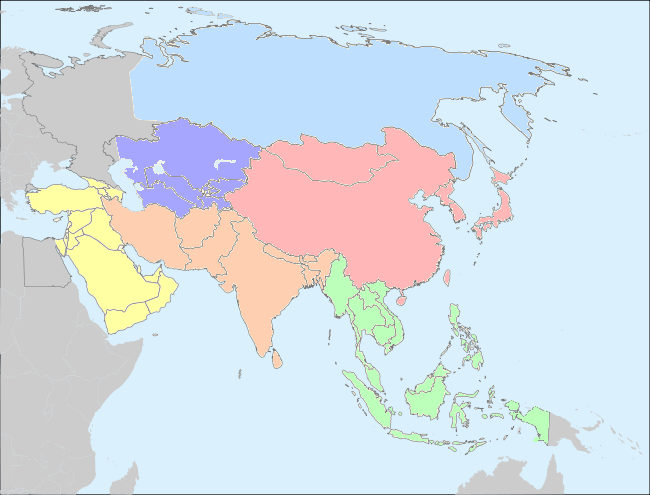
国際連合によるアジアの地域の分類

  - 中央アジア (Central Asia)
  - 東アジア (Eastern Asia)
  - 南アジア (Southern Asia)
  - 東南アジア (South-Eastern Asia)
  - 西アジア (Western Asia)

- ヨーロッパ州 (欧州、Europe)

国際連合によるヨーロッパの地域の分類
。
北ヨーロッパ
西ヨーロッパ
東ヨーロッパ
南ヨーロッパ

  - 東ヨーロッパ (Eastern Europe)
  - 北ヨーロッパ (Northern Europe)
  - 南ヨーロッパ (Southern Europe)
  - 西ヨーロッパ (Western Europe)

- オセアニア（大洋州、Oceania)

国際連合によるオセアニアの地域の分類

  - オーストラリア・ニュージーランド（オーストララシア） (Australia and New Zealand（Australasia）)
  - メラネシア (Melanesia)
  - ミクロネシア (Micronesia)
  - ポリネシア (Polynesia)

- 南極 (Antarctic)